# Brendale
Brendale is een plaats in de Australische deelstaat Queensland  en telt 2758 inwoners (2016).